# 盧卡納斯省
盧卡納斯省（西班牙語：Provincia de Lucanas），是秘魯的省份，位於該國中南部阿亞庫喬大區，首府是普基奧，始建於1822年4月26日，面積14,494平方公里，2007年人口65,414，人口密度每平方公里4.51人。
14°41′38″S 74°07′26″W / 14.69389°S 74.12389°W